# Sixto von Bourbon-Parma

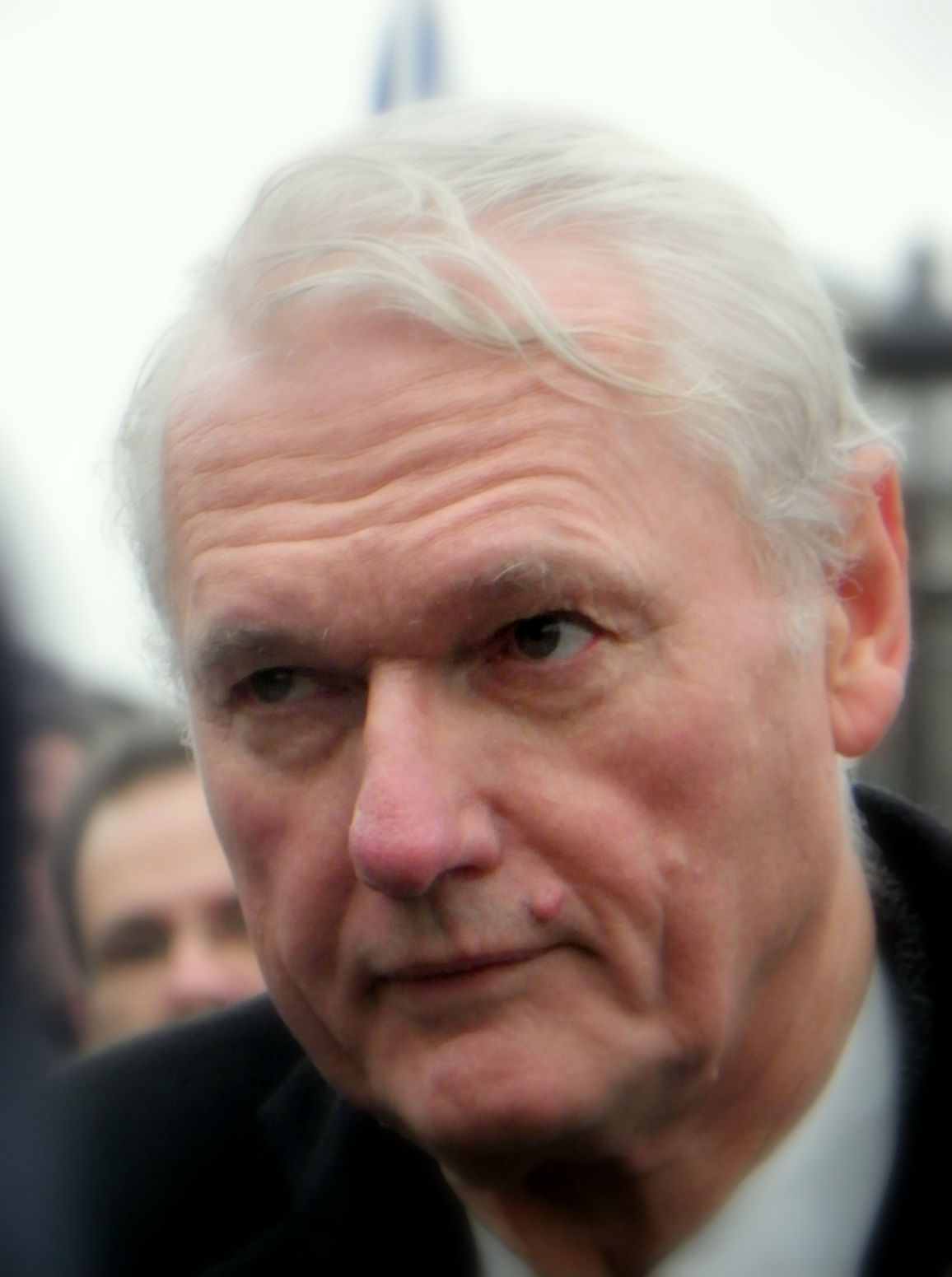
Sixto von Bourbon-Parma.

Sixtus Henri (V.) de Borbón-Parma y Borbón-Busset, vollständiger Name Sixtus Henri Hugues François Xavier de Borbón-Parma y Borbón-Busset (* 22. Juli 1940 in Pau, Frankreich) ist ein Mitglied des Hauses Bourbon-Parma und Herzog von Aranjuez sowie carlistischer Gegenprätendent.

## Leben
Sixtus Henri ist der zweite Sohn von Franz Xavier de Borbón-Parma y de Bragança (1889–1977) und seiner Frau Prinzessin Marie Madeleine von Bourbon-Busset (1898–1984), Tochter des Grafen Georges de Lignières und der Jeanne de Kerret. Seine Großeltern väterlicherseits waren Herzog Robert I. von Parma, Piacenza und Guastalla und dessen zweite Frau Infantin Maria Antonia von Portugal. Zita von Bourbon-Parma, die letzte österreichische Kaiserin, war Sixtus’ Tante, Kronprinz Otto sein Vetter ersten Grades.
Sixtus Henri studierte an der Universität Complutense Madrid klassische und moderne Sprachen, Rechtswissenschaft und einige Semester Naturwissenschaften. 1965 trat er in die Legión Española ein und diente in der Tercio „Gran Capitán“ 1º de la Legión in Melilla.

## Politisches Leben, Zweite carlistische Dynastie

### Carlisten nach 1975
Am 8. April 1975, noch vor Francos Tod, verzichtete sein Vater zugunsten Sixtos älteren Bruders Carlos Hugo auf seine spanischen Thronansprüche. Dieser hatte bereits 1971 eine carlistische Gruppierung ins Leben gerufen, die ab 1971 den Namen Partido Carlista (PC) führte und nach einer politischen Neuorientierung auf dem Carlistischen Volkskongress von 1972 einen föderalistisch-autonomistischen sozialistischen Kurs einschlug, welcher sowohl vom Zweiten Vatikanischen Konzil beeinflusst war als auch Elemente der Befreiungstheologie aufgriff. Zentrale Elemente waren betriebliche Selbstbestimmung und ein staatlicher Föderalismus mit autonomen Regionen. Im Gegensatz zu früher sollte das allerdings ausdrücklich im Rahmen eines pluralistischen Systems durchgesetzt werden. Zur Zeit von Francos Tod 1975 war der 1977 legalisierte Partido Carlista eine linksgerichtete Organisation, die sich unter anderem an der Gründung der Izquierda Unida (Vereinigte Linke) beteiligte.
Alles dies führte zu einer irreparablen Spaltung der seit ihren Ursprüngen konservativ-katholischen Carlistenbewegung. Die Anführer der carlistischen Bewegung forderten Carlos Hugo dazu auf, sich für ihre traditionalistische Linie auszusprechen. Als er darauf nicht reagierte, erklärten sie ihn seines Rechts auf Führerschaft für verlustig. Carlos Hugo verwahrte sich allerdings dagegen, auf irgendein Recht verzichtet zu haben. Die Bewegung teilte sich nunmehr offiziell in den „Partido Carlista“ Carlos Hugos und verschiedene traditionalistische Gruppen, die sich 1986 unter Sixtus Henri zur weit rechtsgerichteten „Comunión Tradicionalista Carlista“ (CTC) vereinigten. Unmittelbar nach Francos Tod standen sich beide carlistischen Gruppierungen derart feindselig gegenüber, dass traditionalistische Carlisten unter Sixtus Henri, die angeblich von ihnen nahestehenden Kreisen unterstützt wurden, mit einem Bombenanschlag auf eine Versammlung der PC auf dem Montejurra im Jahr 1976, der zwei Todesopfer forderte, in Verbindung gebracht wurden.
Sixtus Henri de Borbón-Parma beanspruchte die Anführerschaft der carlistischen Bewegung und nahm für sich in Anspruch, der legitime Prätendent zu sein. Beide Brüder beriefen sich auf ihren am 7. Mai 1977 verstorbenen Vater. Die Hintergründe sind unklar. In einem Manifest vom 4. März 1977 verurteilte der Vater (angeblich auf nachdrückliches Betreiben Sixtus’) die immer linkere Politik Carlos Hugos, während ein drei Tage später verfasstes Papier Carlos Hugo, nachdem dieser seinen Vater aus dem Hospital geholt hatte, als Erben auch in Hinblick auf den spanischen Thronanspruch bezeichnete. Die Mutter beider Prätendenten hielt jedenfalls zu Sixtus Henri und ging so weit, Carlos Hugo von ihrem eigenen Begräbnis 1984 auszuschließen.

## Späteres Leben
Don Sixtus war anwesend, als Erzbischof Lefebvre am 30. Juni 1988 gegen den ausdrücklichen Willen Papst Johannes Pauls II. in Ecône vier Priester zu Bischöfen weihte. Daraufhin wurde Lefebvre zusammen mit den vier Neugeweihten durch das Motu Proprio Ecclesia Dei vom 2. Juli 1988 exkommuniziert. Die Priester gehörten der Priesterbruderschaft St. Pius X. an. Bei den Französischen Präsidentschaftswahlen von 1988 unterstützte Sixtus Henri den Kandidaten Jean-Marie Le Pen von der rechtsextremen Front National.
Zum Tod seines Bruders Carlos Hugo am 18. August 2010 ließ Don Sixto durch sein Sekretariat eine Beileidserklärung veröffentlichen, die den tiefen Bruch zwischen beiden Brüdern zeigte. In der Erklärung stufte er die Ehe seines Bruders als  morganatisch ein und bestritt daher dessen Söhnen jeden Thronanspruch.

## Titel, Orden und Ehren

### Titel
- 1940–.... Prinz von Parma und Piacenza
- 1940–.... Infant von Spanien
- 1964–.... Herzog von Aranjuez
- 1977–.... carlistischer Gegenprätendent als Sixto I. Enrique

### Orden
- Träger des Ordens vom Goldenen Vlies